# گابور آگاردی
گابور آگاردی (مجاری: Gábor Agárdy) با نام اصلی گابریل آرکالیان (ارمنی: Գաբրիել Արկալիյան؛ ۲ اوت ۱۹۲۲ – ۱۹ ژانویهٔ ۲۰۰۶) بازیگر، و بازیگر سینما ارمنی‌تبار اهل مجارستان بود. در سال ۲۰۰۰ جایزه دستاورد یک عمر: هنرپیشه مرد مجارستان به وی اعطا گردید.